# イボダイ亜目
イボダイ亜目（学名：Stromateoidei）は、サバ目に所属する魚類の分類群の一つ。6科16属で構成され、イボダイ・エボシダイ・マナガツオなど73種が記載される。成長の過程において多くの種類が、クラゲや流れ藻に帯同した浮遊生活を送ることで知られている。

## 分布・生態
イボダイ亜目の魚類はすべて海水魚で、世界の熱帯・亜熱帯から温帯にかけての海に幅広く分布する。日本近海に産する仲間も多く、イボダイやスジハナビラウオなど一部の種類は食用として利用される。
多くの種類は仔魚～稚魚期、あるいは若魚の時期に、表層に浮かぶクラゲや流れ藻について浮遊生活を送る。成魚になると海底で底生生活を送るが、種類によっては水深1,000mもの深海に降りることがある。このため生活史のよくわかっていない魚が多く、成魚の捕獲が極めて稀な種類や、未だ見つかっていない種類さえある。

## 形態
イボダイ亜目の仲間は左右に平たく側扁した体型をもち、最大種では全長1.2mに達することもある。明瞭な縦縞など比較的鮮やかな斑紋をもつ仔稚魚に対し、成魚は地味な体色であることが多い。
食道の両側に食道嚢、あるいは咽頭嚢と呼ばれる袋状の構造をもつことが、イボダイ亜目の魚類の最たる特徴である。食道嚢は咽頭の後方に位置し、内部に並んだ歯のような突起によって、餌の嚥下や消化を助ける役割があるとみられている。ただし、本亜目の中では古い系統の一群と考えられているトコナツイボダイ科の魚類（1種のみ）は、この食道嚢をもたない。
鱗は通常円鱗で、一部の種類は微小な櫛鱗をもつ。上顎の大部分は涙骨で覆われる。下尾骨は2-6枚の板状で、尾鰭の分枝鰭条は15本。鰓条骨は5-7本、椎骨は24-61個。

## 分類
イボダイ亜目にはNelson（2016）の体系において6科16属70種が認められている。鰭の形態と棘条の高さ、本数などが主な分類形質として利用されている。本亜目内部の構成はなお流動的であり、イボダイ属を独立の科とし、トコナツイボダイ科の前に置く見解もある。

### トコナツイボダイ科
トコナツイボダイ科 Amarsipidae は1属1種。インド洋・太平洋の赤道付近の海域に分布する。腹鰭は胸鰭よりも前方、頚部に位置する。体は無色で半透明。イボダイ亜目の他の仲間とは異なり、食道嚢をもたない。背鰭には丈の低い10-12本の棘条が並び、その後ろにより丈の高い軟条がある。
本科に属する唯一の種であるトコナツイボダイ Amarsipus carlsbergi は、1969年に初めて報告された中層遊泳性の魚類である。
- トコナツイボダイ属 Amarsipus

### イボダイ科

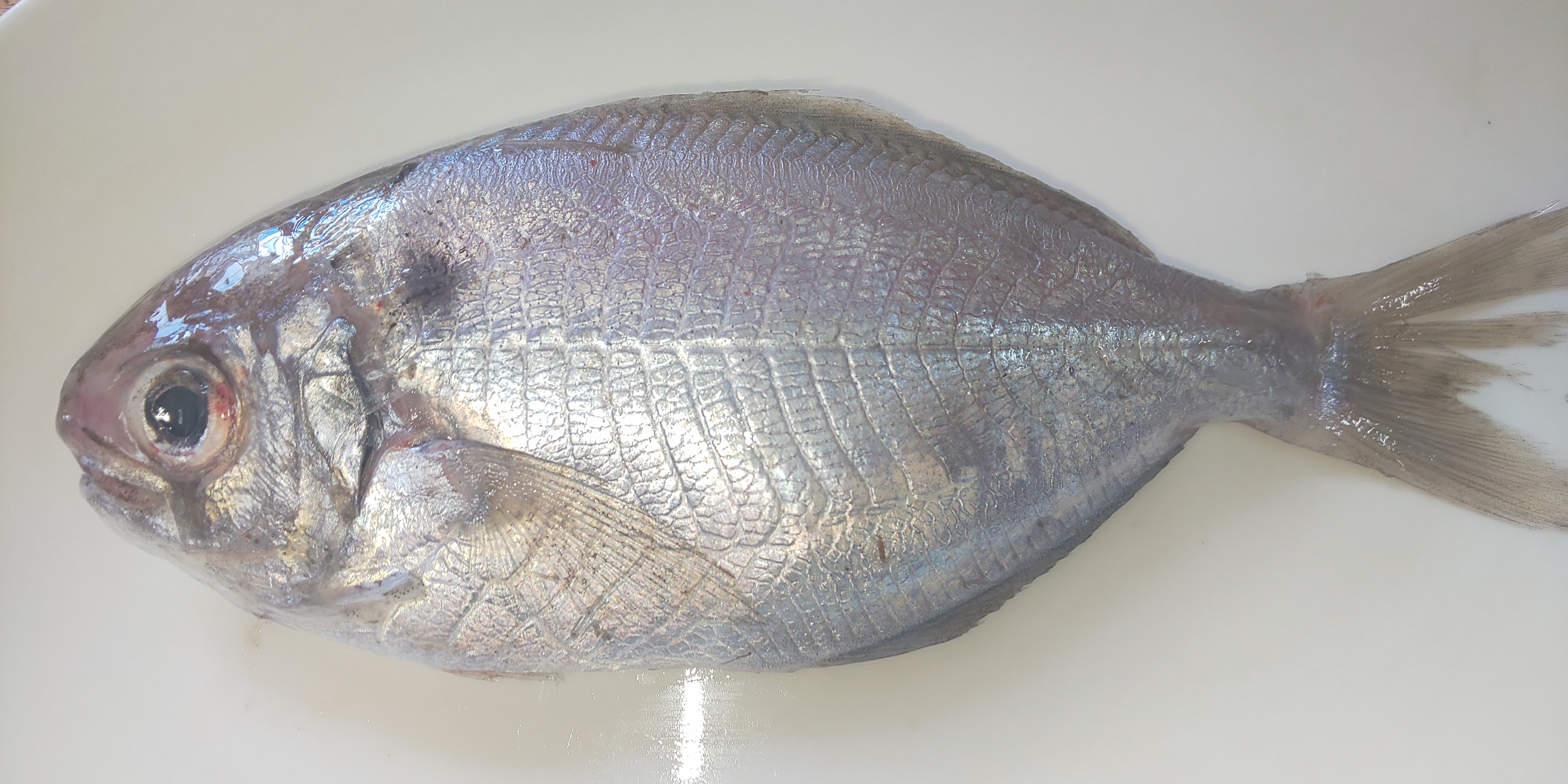
イボダイ Psenopsis anomala （イボダイ科）。塩焼き・煮付けなどに利用される

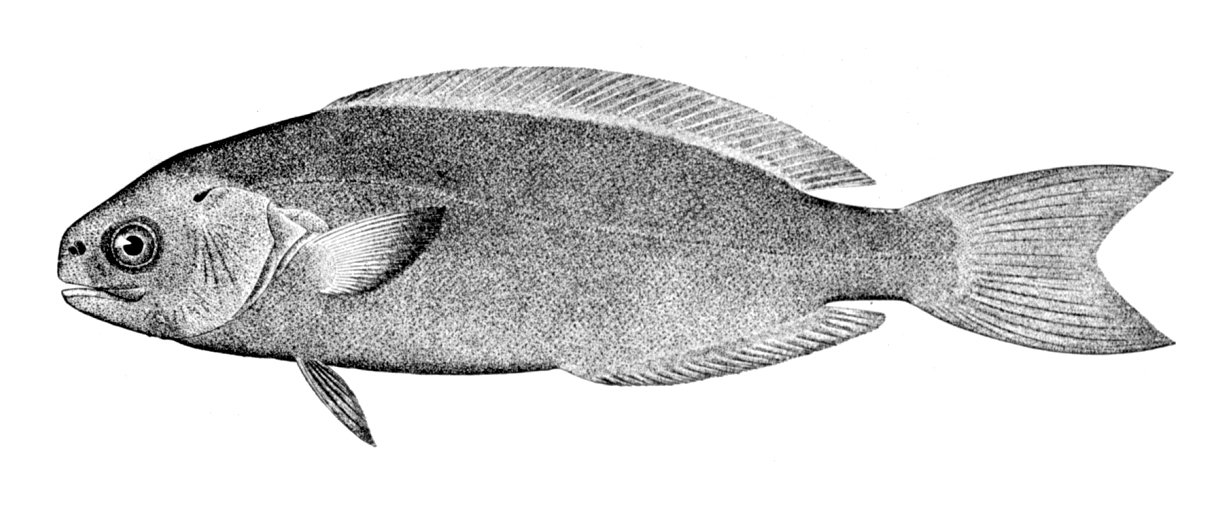
クロアブライボダイ Centrolophus niger （イボダイ科）。背鰭は1つで、棘条と軟条はほぼ同じ高さで連続している

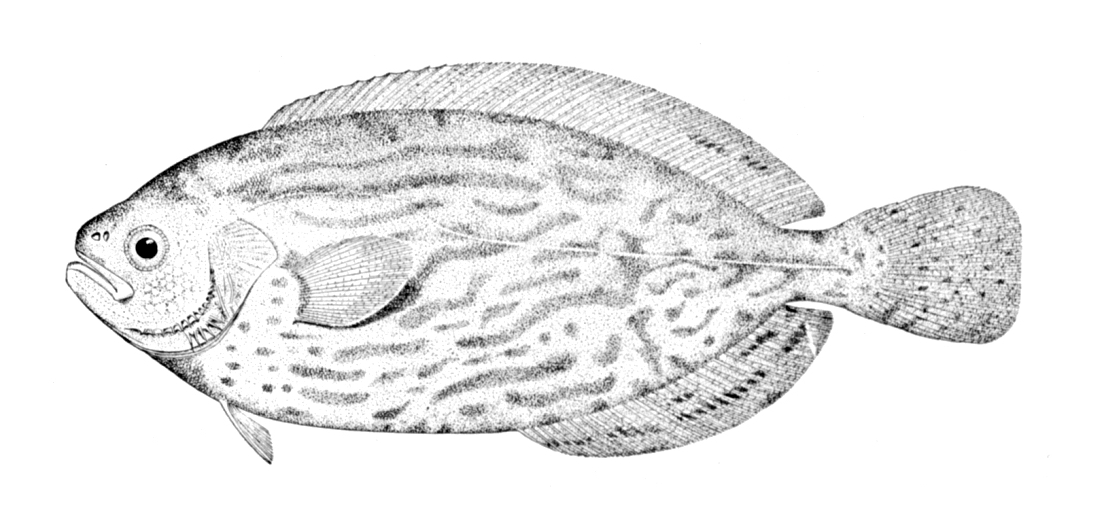
コーニッシュブラックフィッシュ, Schedophilus medusophagus

イボダイ科 Centrolophidae は7属31種で構成される。熱帯から温帯の海域に分布する種類が多いが、クロメダイ属・Centrolophus 属はそれぞれ北太平洋（アラスカ近海）・北大西洋（アイスランド近海）の寒い海にも生息する。
成魚は腹鰭をもつ。背鰭は1つで、棘条（0-5本）がほぼ同じ高さの軟条と連続する種類と、棘条（5-9本）が軟条よりもずっと丈の低い種類とに分かれる。臀鰭にも3本の棘条をもつ。
- イボダイ属 Psenopsis
- クロメダイ属 Icichthys
- メダイ属 Hyperoglyphe
- Centrolophus 属
- Schedophilus 属
- Seriolella 属
- Tubbia 属

### エボシダイ科

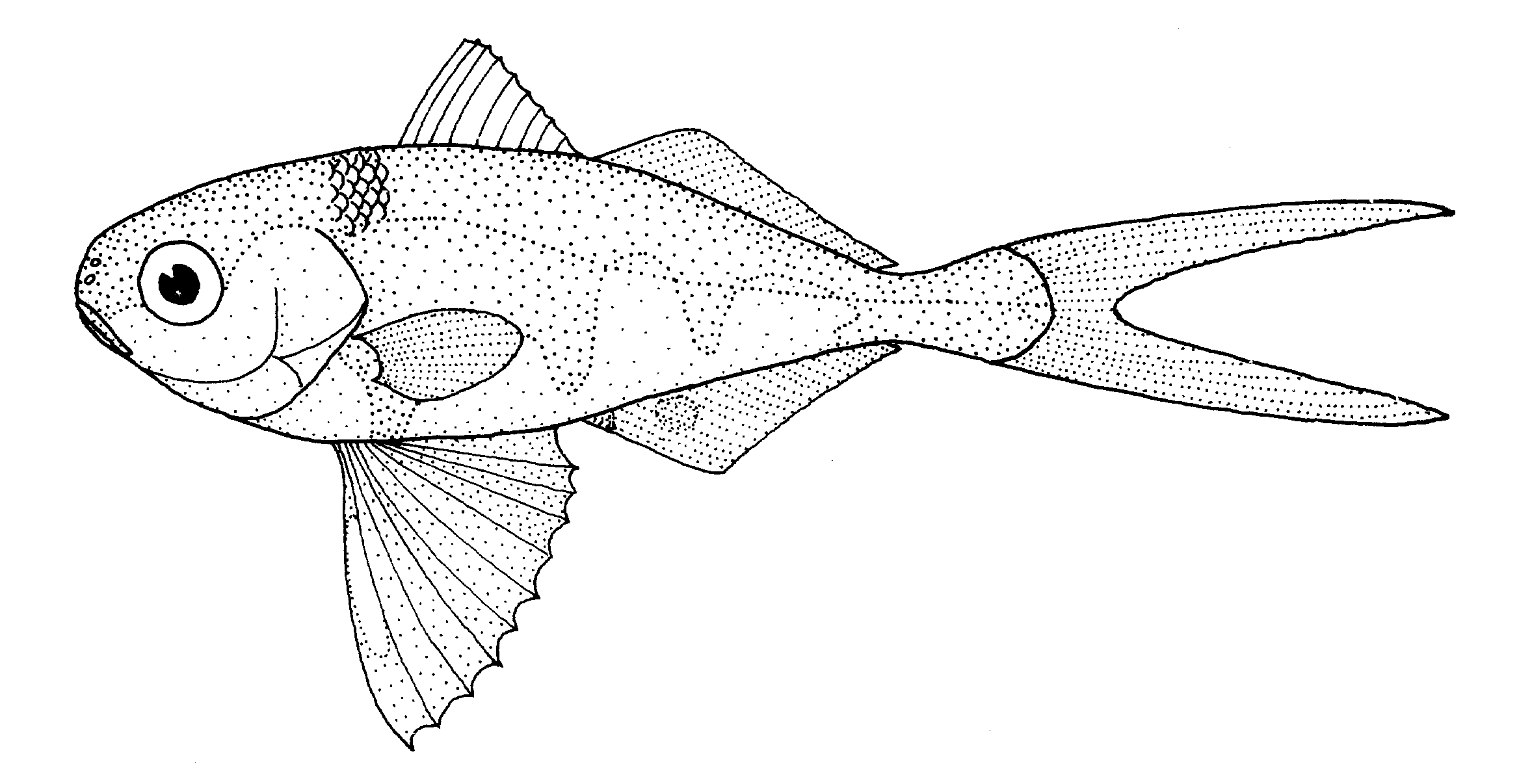
エボシダイ Nomeus gronovii （エボシダイ科）。体長10cmほどの若魚は、カツオノエボシ（有毒な刺胞をもつクラゲの1種）と共生する

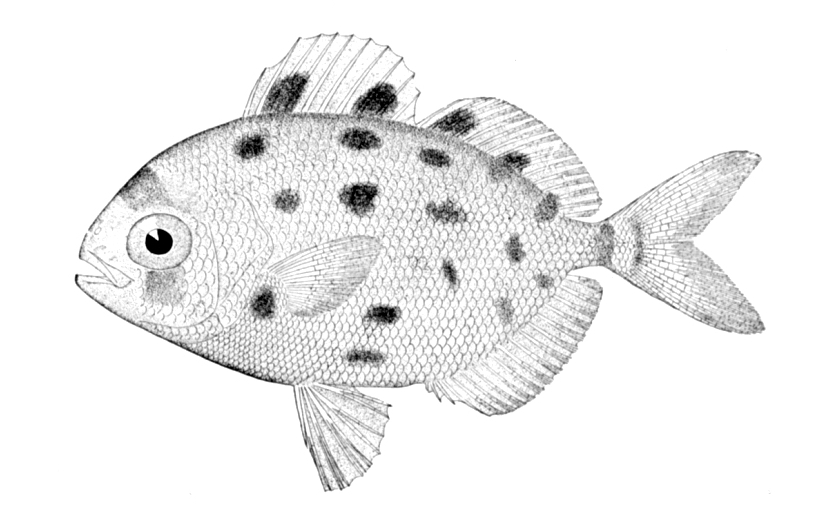
シマハナビラウオ Psenes maculatus （エボシダイ科）。背鰭は2つあり、第1背鰭の棘条は細長く丈が高い

エボシダイ科 Nomeidae は3属16種を含む。世界中の熱帯・亜熱帯の海に分布する。成魚には腹鰭がある。背鰭は2つで、第1背鰭には細長い棘条が9-12本、第2背鰭には0-3本ある。臀鰭の棘条は1-3本。最大で体長1mに達する種類がある。
- エボシダイ属 Nomeus
- スジハナビラウオ属 Psenes
- ボウズコンニャク属 Cubiceps

### オオメメダイ科
オオメメダイ科 Ariommatidae は1属7種からなる。熱帯・亜熱帯海域の深海に生息する。成魚は腹鰭をもち、背鰭は2つある。第1背鰭の棘条は細長く10-12本で、第2背鰭は軟条のみで構成される。臀鰭の棘条は3本。
- オオメメダイ属 Ariomma

### ドクウロコイボダイ科

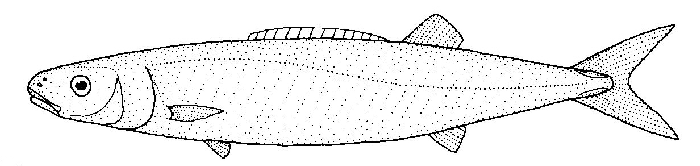
ドクウロコイボダイ Tetragonurus cuvieri （ドクウロコイボダイ科）。本科の魚類は細長い体型と、丈の短い第1背鰭が特徴である

ドクウロコイボダイ科 Tetragonuridae は1属3種。熱帯・亜熱帯海域に分布。体は細長く、成魚は腹鰭をもつ。背鰭は2つあり、第1背鰭の棘条は10-20本で、丈が短い。第2背鰭は軟条のみ。臀鰭の棘条は1本である。主に腔腸動物・有櫛動物（クラゲやクシクラゲの仲間）を餌にしていると考えられている。
- ドクウロコイボダイ属 Tetragonurus

### マナガツオ科
マナガツオ科 Stromateidae は3属15種を含む。南北アメリカ大陸・アフリカ西部・南アジアの沿岸域に分布する。体高が非常に高く、成魚は腹鰭をもたない。背鰭は1つで、臀鰭の棘条は2-6本。
- マナガツオ属 Pampus
- ニシマナガツオ属 Peprilus 属
- Stromateus 属